# Troja kastély
A Troja kastély (Trojský zámek) Prága északi részén áll a róla elnevezett városrészben, a Moldva felé néző domboldalon.

## Története

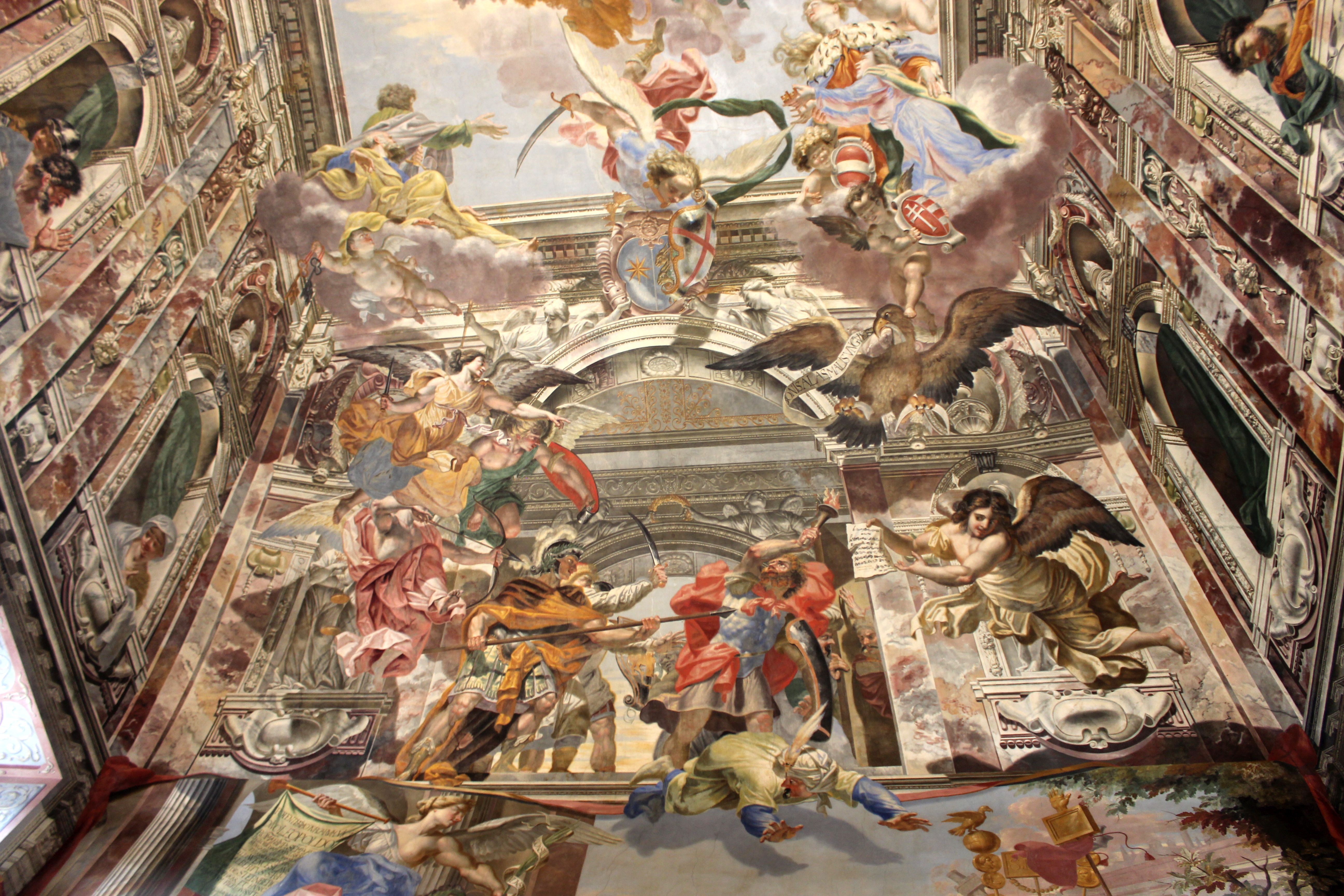
Abraham és Isaac Godijn freskója

Az épület terveit Domenico Orsi kezdte el, mivel azonban ő 1679-ben meghalt, a munkát Jean-Baptiste Mathey át. 1679–1685 között Silvestro Carlone, más források szerint Johann Georg Heermann építette a Sternberg család nyári lakhelyének. A birtokhoz tartozott a lefelé, a folyóig elnyúló, nagy kert és a Szent Kára szőlészet, amely 1996 óta a Prágai Botanikus Kert része.
Állapota fokozatosan leromlott — annyira, hogy az 1957-ben kiadott Prága Idegenvezetőben már nem is szerepel. 1977–1989 között felújították; azóta eredeti szépségében tündököl.

## Látnivalói
Az épület stílusa az olasz városi villákét követi. Fokozott figyelmet érdemelnek a belső falakat — kiváltképp a Nagyterem falait — díszítő, hatalmas freskók, közöttük I. Rudolf és I. Lipót Habsburg uralkodók képmásai. A fennmaradt stukkók alapján megállapítható, hogy azok alakításában több eltérő képességű, színvonalú mester, illetve műhely vett részt. Közülük a legjobb, Giovanni Pietro Palliari láthatóan az első emelet mennyezetének stukkóit készítette. Egyes szerzők a homlokzat dekoratív ablakpárkányait is neki tulajdonítják. Palliari itt dolgozott legalább 1692 nyaráig, amikor is Jean-Baptiste Mathey beajánlotta I. János Ádám liechtensteini hercegnek.
A kastélytól a folyó felé lejtő domboldal franciakertté alakították, ami abban a korban nagy újdonság volt Prágában. A kert közepét szökőkút díszíti, a szélén sövénylabirintus fogadja a sétálókat.
A kastélyból a parkba vezető lépcsősort két drezdai szobrász: Johann Georg és Paul Heermann munkái díszítik a titánok és az istenek harcának jeleneteivel. A teraszt Bombelli-vázák ritka gyűjteménye díszíti.
Mivel Prágai Szent Adalbertnek a Károly hidat díszítő, homokkőből faragott szobrát az időjárás nagyon elkoptatta, azt a 19. század második felében egy másolattal helyettesítették. Ferdinand Maxmilián Brokoff 1709-ben faragott eredeti alkotásának maradványát itt, a kastélyban helyezték el.

## Jelenlegi funkciója

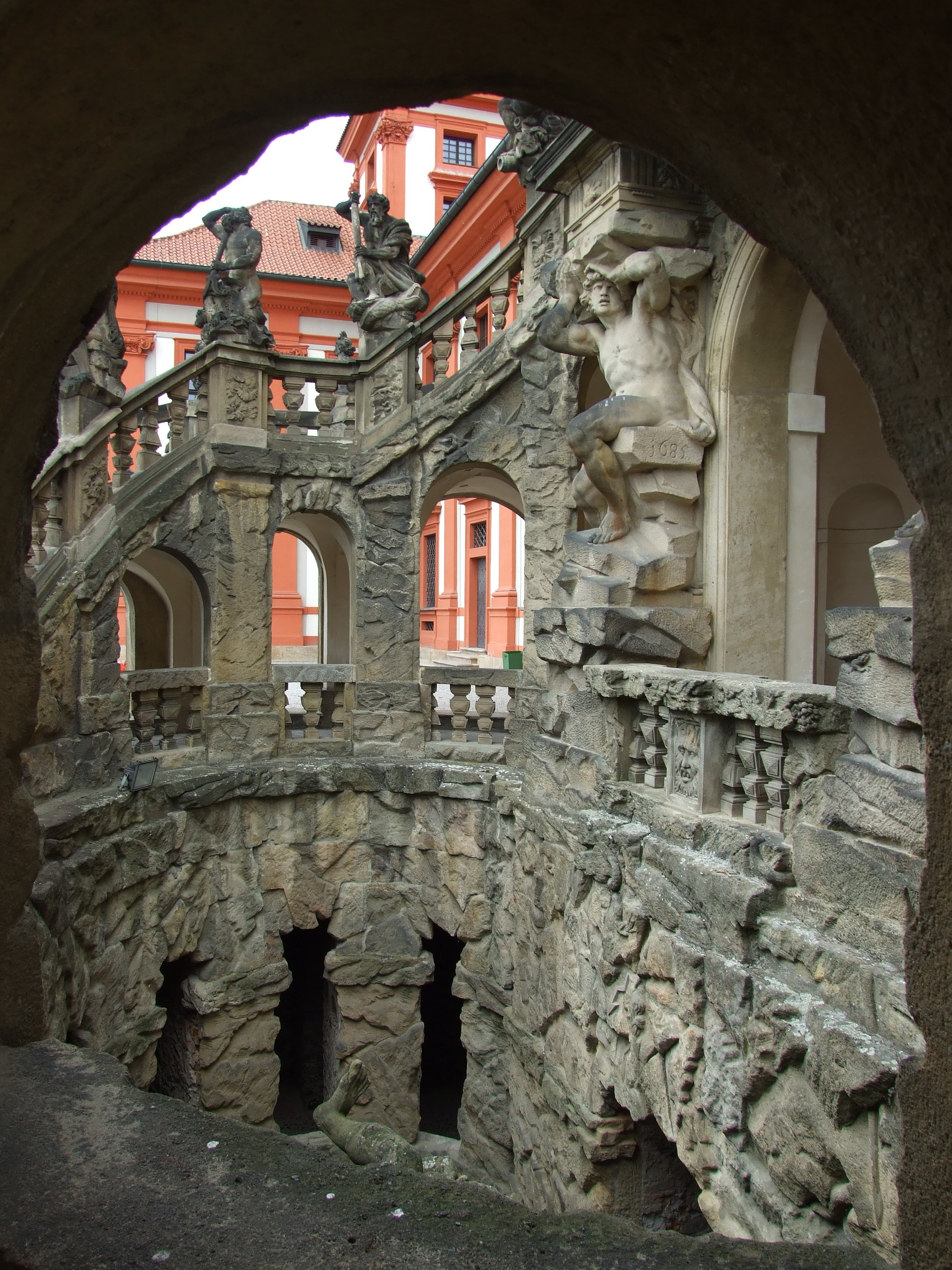
A kerti lepcső P. Heermann szobraival

A Prágai Városi Galéria állandó kiállításán főleg 19. századi cseh festők képeit tekinthetjük meg, így:
- Josef Čermák,
- Václav Brožík,
- Julius Mařák,
- Antonin Chittussi,
- Jan Preisler,
- Mikoláš Aleš

és más művészek munkáit.

## Megközelítése
A metró Holešovice állomásától a 112-es busszal érhető el.

## Közeli látnivalók
A palota fölött, a domboldal felső részén, kb. fél négyzetkilométeren terül el a Prágai Botanikus Kert.

## Fordítás
Ez a szócikk részben vagy egészben  a   Troja Palace című angol Wikipédia-szócikk ezen változatának fordításán alapul.  Az eredeti cikk szerkesztőit annak laptörténete sorolja fel. Ez a jelzés csupán a megfogalmazás eredetét és a szerzői jogokat jelzi, nem szolgál a cikkben szereplő információk forrásmegjelöléseként.